# Торган Азар
Торган Азар (фр. Thorgan Hazard, нар. 29 березня 1993, Ла-Лув'єр) — бельгійський футболіст, півзахисник клубу «Андерлехт» і національної збірної Бельгії.
Молодший брат іншого гравця бельгійської збірної Едена Азара. Також має молодшого брата Кіліана, що також є вихованцем лондонського «Челсі».

## Клубна кар'єра
Народився 29 березня 1993 року в місті Ла-Лув'єр. Розпочав грати у футбол у футбольних школах на батьківщині, поки 2007 року талановитого півзахисника не помітив французький «Ланс». 
2010 року бельгієць підписав перший професійний контракт з клубом і став виступати за другу команду. У сезоні 2011/12 став виступати за першу команду «Лансу», зігравши у 14 матчах Ліги 2.
24 липня 2012 року Торган перейшов до «Челсі», проте відразу був відданий в оренду на батьківщину в «Зюлте-Варегем», де провів наступні два сезони. У січні 2014 року, Азар був визнаний Найкращим футболістом року у Бельгії і отримав приз Кращого гравця бельгійської Про-ліги.
5 липня 2014 року був відданий в оренду в німецьку «Боруссію» (Менхенгладбах), яка по завершенні сезону викупила контракт гравця. Поступово став ключовою фігурою у середині поля німецької команди. В сезоні 2017/18 обійшов номінальних форвардів і став найкращим бомбардиром «Боруссії» в Бундеслізі (10 голів).
22 травня 2019 року Торган Азар підписав 5-річний контракт з дортмундською «Боруссією».

## Виступи за збірні
2008 року дебютував у складі юнацької збірної Бельгії, взяв участь у 51 іграх на юнацькому рівні, відзначившись 16 забитими голами.
Протягом 2012—2014 років залучався до складу молодіжної збірної Бельгії. На молодіжному рівні зіграв у 10 офіційних матчах, забив 1 гол.
29 травня 2013 року дебютував в офіційних іграх у складі національної збірної Бельгії в товариському матчі проти збірної США.
2018 року поїхав на свій перший великий турнір збірних — тогорічний чемпіонат світу в Росії, на якому дебютував у першому ж турі групового етапу, вийшовши на заміну наприкінці зустрічі з Панамою. Згодом відіграв усі 90 хвилин заключного матчу групи проти Англії, на момент якого обидві команди-учасниці успішно вирішили завдання виходу до плей-оф і на який тренери обох команд виставили резервні склади.
| Дата       | Місто           | Господарі  | Результат | Гості      | Турнір                                    | Голи | Примітки |
| ---------- | --------------- | ---------- | --------- | ---------- | ----------------------------------------- | ---- | -------- |
| 30-5-2013  | Клівленд        | США        | 2 – 4     | Бельгія    | товариський матч                          | -    | 84'      |
| 9-11-2016  | Амстердам       | Нідерланди | 1 – 1     | Бельгія    | товариський матч                          | -    | 64'      |
| 28-3-2017  | Сочі            | Росія      | 3 – 3     | Бельгія    | товариський матч                          | -    | 85'      |
| 5-6-2017   | Брюссель        | Бельгія    | 2 – 1     | Чехія      | товариський матч                          | -    | 88'      |
| 31-8-2017  | Льєж            | Бельгія    | 9 – 0     | Гібралтар  | Відбір до ЧС 2018                         | -    | 77'      |
| 10-10-2017 | Брюссель        | Бельгія    | 4 – 0     | Кіпр       | Відбір до ЧС 2018                         | 1    |          |
| 10-11-2017 | Брюссель        | Бельгія    | 3 – 3     | Мексика    | товариський матч                          | -    | 85'      |
| 14-11-2017 | Брюгге          | Бельгія    | 1 – 0     | Японія     | товариський матч                          | -    |          |
| 2-6-2018   | Брюссель        | Бельгія    | 0 – 0     | Португалія | товариський матч                          | -    | 80'      |
| 6-6-2018   | Брюссель        | Бельгія    | 3 – 0     | Єгипет     | товариський матч                          | -    | 70'      |
| 11-6-2018  | Брюссель        | Бельгія    | 4 – 1     | Коста-Рика | товариський матч                          | -    | 65'      |
| 18-6-2018  | Сочі            | Бельгія    | 3 – 0     | Панама     | ЧС 2018 - груповий етап                   | -    | 83'      |
| 28-6-2018  | Калінінград     | Англія     | 0 – 1     | Бельгія    | ЧС 2018 - груповий етап                   | -    |          |
| 7-9-2018   | Глазго          | Шотландія  | 0 – 4     | Бельгія    | товариський матч                          | -    |          |
| 11-9-2018  | Рейк'явік       | Ісландія   | 0 – 3     | Бельгія    | Ліга націй УЄФА 2018—2019 - груповий етап | -    | 89'      |
| 12-10-2018 | Брюссель        | Бельгія    | 2 – 1     | Швейцарія  | Ліга націй УЄФА 2018—2019 - груповий етап | -    | 90+2'    |
| 16-10-2018 | Брюссель        | Бельгія    | 1 – 1     | Нідерланди | товариський матч                          | -    | 46'      |
| 15-11-2018 | Брюссель        | Бельгія    | 2 – 0     | Ісландія   | Ліга націй УЄФА 2018—2019 - груповий етап | -    |          |
| 18-11-2018 | Люцерн          | Швейцарія  | 5 – 2     | Бельгія    | Ліга націй УЄФА 2018—2019 - груповий етап | 2    |          |
| 21-3-2019  | Брюссель        | Бельгія    | 3 – 1     | Росія      | Відбір до ЧЄ 2020                         | -    | 84'      |
| 24-3-2019  | Нікосія         | Кіпр       | 0 – 2     | Бельгія    | Відбір до ЧЄ 2020                         | -    | 68'      |
| 8-6-2019   | Брюссель        | Бельгія    | 3 – 0     | Казахстан  | Відбір до ЧЄ 2020                         | -    |          |
| 11-6-2019  | Брюссель        | Бельгія    | 3 – 0     | Шотландія  | Відбір до ЧЄ 2020                         | -    | 90'      |
| 13-10-2019 | Нур-Султан      | Казахстан  | 0 – 2     | Бельгія    | Відбір до ЧЄ 2020                         | -    |          |
| 16-11-2019 | Санкт-Петербург | Росія      | 1 – 4     | Бельгія    | Відбір до ЧЄ 2020                         | 1    |          |
| 19-11-2019 | Брюссель        | Бельгія    | 6 – 1     | Кіпр       | Відбір до ЧЄ 2020                         | -    |          |
| 5-9-2020   | Копенгаген      | Данія      | 0 – 2     | Бельгія    | Ліга націй УЄФА 2020—2021 - груповий етап | -    |          |
| 8-9-2020   | Брюссель        | Бельгія    | 5 – 1     | Ісландія   | Ліга націй УЄФА 2020—2021 - груповий етап | -    | 65'      |
| 11-11-2020 | Левен           | Бельгія    | 2 – 1     | Швейцарія  | товариський матч                          | -    | 90+1'    |
| 15-11-2020 | Левен           | Бельгія    | 2 – 0     | Англія     | Ліга націй УЄФА 2020—2021 - груповий етап | -    |          |
| 18-11-2020 | Левен           | Бельгія    | 4 – 2     | Данія      | Ліга націй УЄФА 2020—2021 - груповий етап | -    | 77'      |
| 24-3-2021  | Левен           | Бельгія    | 3 – 1     | Уельс      | Відбір до ЧС 2022                         | 1    | 75' 83'  |
| 30-3-2021  | Левен           | Бельгія    | 8 – 0     | Білорусь   | Відбір до ЧС 2022                         | -    |          |
| 3-6-2021   | Брюссель        | Бельгія    | 1 – 1     | Греція     | товариський матч                          | 1    | 74'      |
| 6-6-2021   | Брюссель        | Бельгія    | 1 – 0     | Хорватія   | товариський матч                          | -    | 71'      |
| 12-6-2021  | Санкт-Петербург | Бельгія    | 3 – 0     | Росія      | ЧЄ 2020 - груповий етап                   | -    |          |
| 17-6-2021  | Копенгаген      | Данія      | 1 – 2     | Бельгія    | ЧЄ 2020 - груповий етап                   | 1    | 90+4'    |
| 27-6-2021  | Севілья         | Бельгія    | 1 – 0     | Португалія | ЧЄ 2020 - 1/8 фіналу                      | 1    | 90+5'    |
| 2-7-2021   | Мюнхен          | Бельгія    | 1 – 2     | Італія     | ЧЄ 2020 - чвертьфінал                     | -    |          |
| 13-11-2021 | Брюссель        | Бельгія    | 3 – 1     | Естонія    | Відбір до ЧС 2022                         | 1    | 62'      |
| 16-11-2021 | Кардіфф         | Уельс      | 1 – 1     | Бельгія    | Відбір до ЧС 2022                         | -    | 71'      |
| 26-3-2022  | Дублін          | Ірландія   | 2 – 2     | Бельгія    | товариський матч                          | -    |          |
| 8-6-2022   | Брюссель        | Бельгія    | 6 – 1     | Польща     | Ліга націй УЄФА 2022—2023 - груповий етап | -    | 84'      |
| 11-6-2022  | Кардіфф         | Уельс      | 1 – 1     | Бельгія    | Ліга націй УЄФА 2022—2023 - груповий етап | -    | 62'      |
| 14-6-2022  | Варшава         | Польща     | 0 – 1     | Бельгія    | Ліга націй УЄФА 2022—2023 - груповий етап | -    | 62'      |
| 27-11-2022 | Доха            | Бельгія    | 0 – 2     | Марокко    | ЧС 2022 - груповий етап                   | -    | 75'      |
| Усього     |                 | Матчів     | 46        |            | Голів                                     | 9    |          |

## Титули і досягнення
- Володар Суперкубка Німеччини (1):

«Боруссія» (Дортмунд): 2019
- Володар Кубка Німеччини (1):

«Боруссія» (Дортмунд): 2020-21
- Володар Кубка Нідерландів (1):

ПСВ: 2022-23
- Бронзовий призер чемпіонату світу: 2018
- Футболіст року в Бельгії: 2013/14
- Кращий гравець бельгійської Про-ліги: 2013/14[7]

## Особисте життя
Торган народився в місті Ла-Лув'єр, але виріс у Брен-ле-Конті, невеликому місті в Валлонії. Названий на честь героя коміксу «Торгал». В його родині всі пов'язані з футболом. Його мати, Кетрін, і батько Т'єррі, так само займалися футболом. Його батько провів більшу частину своєї кар'єри у напівпрофесійному клубі «Лув'єрос» з Другого дивізіону Бельгії, на позиції опорного півзахисника. Його мати грала на позиції нападника у Першому дивізіоні Бельгії, але змушена була завершити кар'єру на третьому місяці вагітності його старшим братом Еденом Після закінчення кар'єри гравців, його батьки стали спортивними професорами. Т'єррі звільнився зі своєї посади у 2009 році для того, щоб приділяти більше часу своїм дітям.
У Торгана є три брати. Його старший брат, Еден, також професійний футболіст і також грав за англійський «Челсі» та збірну Бельгії. Два інших брата: Кіліан і Ітан — також футболісти.